# Avicularia braunshauseni
Avicularia braunshauseni is een spin uit de familie vogelspinnen (Theraphosidae) en lid van het geslacht Avicularia. Deze spin treft men voornamelijk aan in Brazilië. De spin wordt maximaal 6 cm groot en heeft een temperatuur nodig tussen 26 en 28°C. Deze spin is vrij handelbaar, alhoewel ze soms venijnig uit de hoek kan komen.